# Robertsau

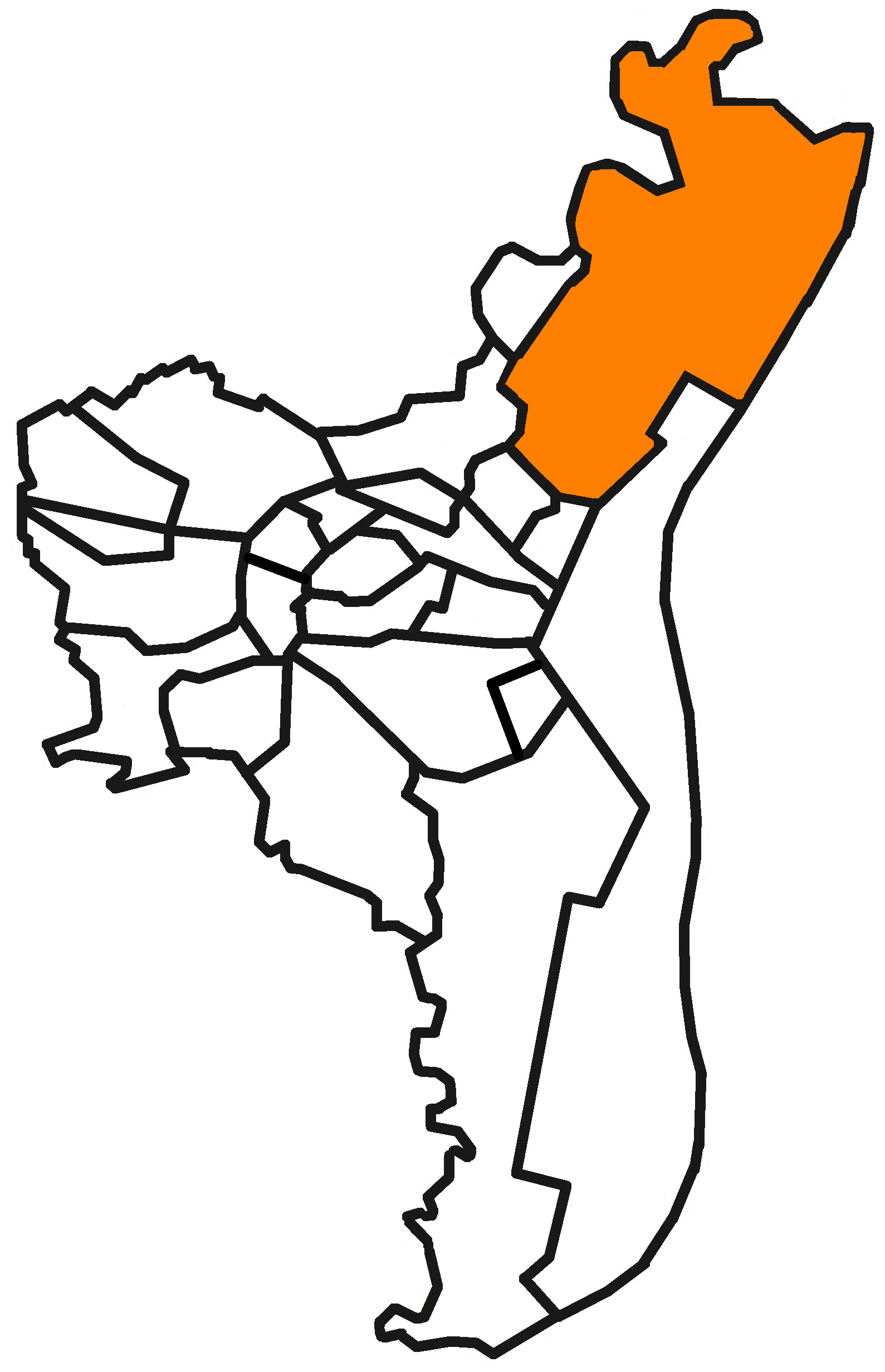
La Robertsau in Straßburg

La Robertsau, deutsch Ruprechtsau, ist das nördlichste Viertel von Straßburg. Früher wurde in der Robertsau Gemüse angebaut. Heute ist es ein Wohnviertel.
Die Stadtviertel La Robertsau und Wacken bilden ein Quartier namens Robertsau–Wacken.

## Geographie
Mit seiner Gemarkungsfläche von 1810 ha nimmt der Stadtteil 23 % der Gesamtfläche von Straßburg ein.
Im Westen wird der Stadtteil von der Ill, im Norden von La Wantzenau und vom Ruprechtsauer Wald (Forêt de la Robertsau) begrenzt, im Osten vom Rhein und im Süden vom Rhein-Marne Kanal. Robertsau befindet sich im Süden des Petit Ried. Die Gegend dicht am Rhein, wo Straßburger viel Gärten und Villen haben, galt schon im 18. Jahrhundert als „die allerangenehmste um ganz Straßburg“.
Angrenzende Gemeinden im Westen sind Hœnheim (Hönheim), Bischheim und Schiltigheim.
Die angrenzenden Straßburger Viertel sind:
- Wacken
- L'Orangerie (Orangerie)
- Quartier du Conseil des XV[4] (Fünfzehnerwörth)

## Geschichte

Ruprechtsau nordöstlich der Innenstadt auf einem Plan der Umgebung von Straßburg aus der Zeit um die Wende zum 20. Jahrhundert

In alten Urkunden wurde der zum Heiligen Römischen Reich gehörige Ort erwähnt als Augia dicta Ruprechtesowe (1336) und als Ruprechtesawe (1360).
Um das Jahr 1200 ließ der Ritter Ruprecht Bock hier ein Schloss bauen. Das Stadtviertel Ruprechtsau wurde nach ihm benannt. Die Hauptstraße heißt auf Französisch heute rue Boecklin (dt. Böcklinstraße), während eine andere Straße rue du Chevalier Robert (dt. Ruprechtstraße) heißt. Ruprechtsau gehörte zum Territorium der freien deutschen Reichsstadt Straßburg, die 1681 mitten im Frieden von Truppen Ludwigs XIV. im Zusammenhang mit dessen sogenannter Reunionspolitik eingeschlossen wurde. Nach der Kapitulation der Reichsstadt am 30. September desselben Jahres wurde sie mitsamt ihres Territoriums vom Königreich Frankreich annektiert, was im Frieden von Rijswijk 1697 bestätigt wurde.
Eine vorgeschobene Befestigung wurde von Vauban gebaut. Das Ziel war, die Stadt Straßburg kurz vor dem im Rahmen der Augsburger Allianz ausgetragenen Krieg zu verteidigen.
Der 1707 für Militärzwecke gebaute Canal des Français verband die Zitadelle von Straßburg mit dem Fluss Ill bei Fuchs am Buckel. 1714 verlor der Kanal seine ursprüngliche militärische Funktion. Er wurde nicht mehr gepflegt, was in den 1960er Jahren dazu führte, dass die Weiher des Pourtalès-Parks austrockneten. Seit 2012 ist dessen Wiedervernässung geplant.
Die Ortschaft, die zwischen der Ill und dem Rhein gelegen ist, war den Überschwemmungen und dem Ansteigen des Grundwasserspiegels ausgesetzt. Nur Gemüse wurde angebaut. Die Verstädterung fand erst im Lauf des 19. Jahrhunderts statt.
Durch den Frankfurter Frieden vom 10. Mai 1871 kam das Gebiet an das deutsche Reichsland Elsaß-Lothringen, und die Ortschaft wurde dem Stadtbezirk Straßburg im Bezirk Unterelsass zugeordnet. Nach dem Ersten Weltkrieg musste die Region aufgrund der Bestimmungen des Versailler Vertrags 1919 an Frankreich abgetreten werden.
Im Zweiten Weltkrieg war die Region von der deutschen Wehrmacht besetzt und stand bis November 1944 unter deutscher Verwaltung. Zu Beginn des Westfeldzugs, im September 1940, floh ein Teil der Bevölkerung nach Saint-Martial-d’Albarède. Nachdem die Ortschaft im November 1944 von westalliierten Streitkräften eingenommen worden war, kehrten einige der geflohenen Einwohner wieder zurück.
Der port aux pétroles (Erdölhafen) und das Bassin Albert Auberger, wurden 1927 gebaut. Nachdem die Hafenanlage während des Zweiten Weltkrieges Schäden erlitten hatte, wurde der Erdölhafen 1960 erweitert. In den Nachkriegsjahrzehnten wurde das Stadtviertel weiter urbanisiert, behielt aber teilweise dörflichen Charakter. Im Süden wurden seit den 1960er Jahren die europäischen Institutionen angesiedelt. La Robertsau wurde zu einem bevorzugten Wohnviertel des Straßburger Bürgertums: Außer den Sozialwohnungen in der Cité de l'Ill verdient die Bevölkerung im Vergleich zum Rest von Straßburg überdurchschnittlich viel Geld.

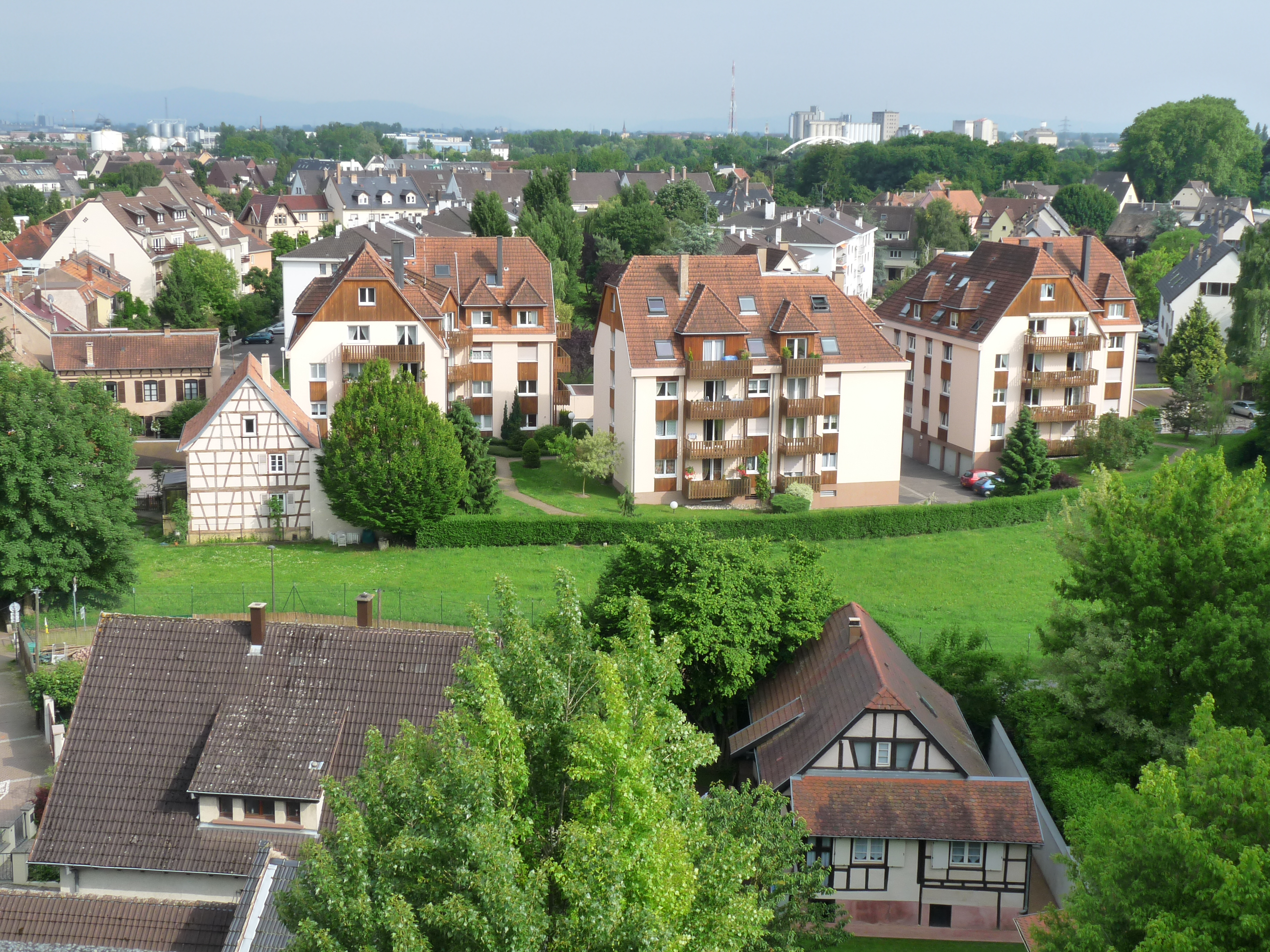
Moderne Wohnsiedlung neben Fachwerkhäusern (rue des Jardiniers, Pfützengasse)

Das grüne, abgelegene und wohlhabende Viertel mit den nahegelegenen europäischen Institutionen in Straßburg steht unter hohem Siedlungsdruck. Als Risikofaktor sind nicht nur die Überschwemmungen und das Ansteigen des Grundwassers zu erwähnen, sondern auch die Industrieanlagen im port aux pétroles, die als Seveso-Anlagen eingestuft sind.

### Demographie
Lange galt das Stadtviertel als gesundheitsgefährdend, das nur Fischer anzog. Laut den Kirchenbüchern wohnten im Jahre 1700 hier ungefähr 1000 Menschen, im Jahre 1900 waren es schon 8000.
| Jahr | Einwohner | Anmerkungen                        |
| ---- | --------- | ---------------------------------- |
| 1700 | ~ 1000    | [ 13 ]                             |
| 1808 | 2470      | [ 14 ]                             |
| 1880 | 6267      | am 1. Dezember, in 767 Wohnhäusern |
| 1890 | 6936      | am 1. Dezember                     |
| 1900 | ~ 8000    | [ 13 ]                             |
| 1910 | 10.028    | [ 18 ]                             |

1990 wohnten hier bereits 18.000 Einwohner. Bei der im Jahre 1999 stattfindenden Volkszählung hatte la Robertsau 22567 Einwohner, die 8,5 % der Bevölkerung in Straßburg ausmachten. 90 % der Sozialwohnungen in Robertsau befinden sich in der Cité de l’Ill.

## Verkehr

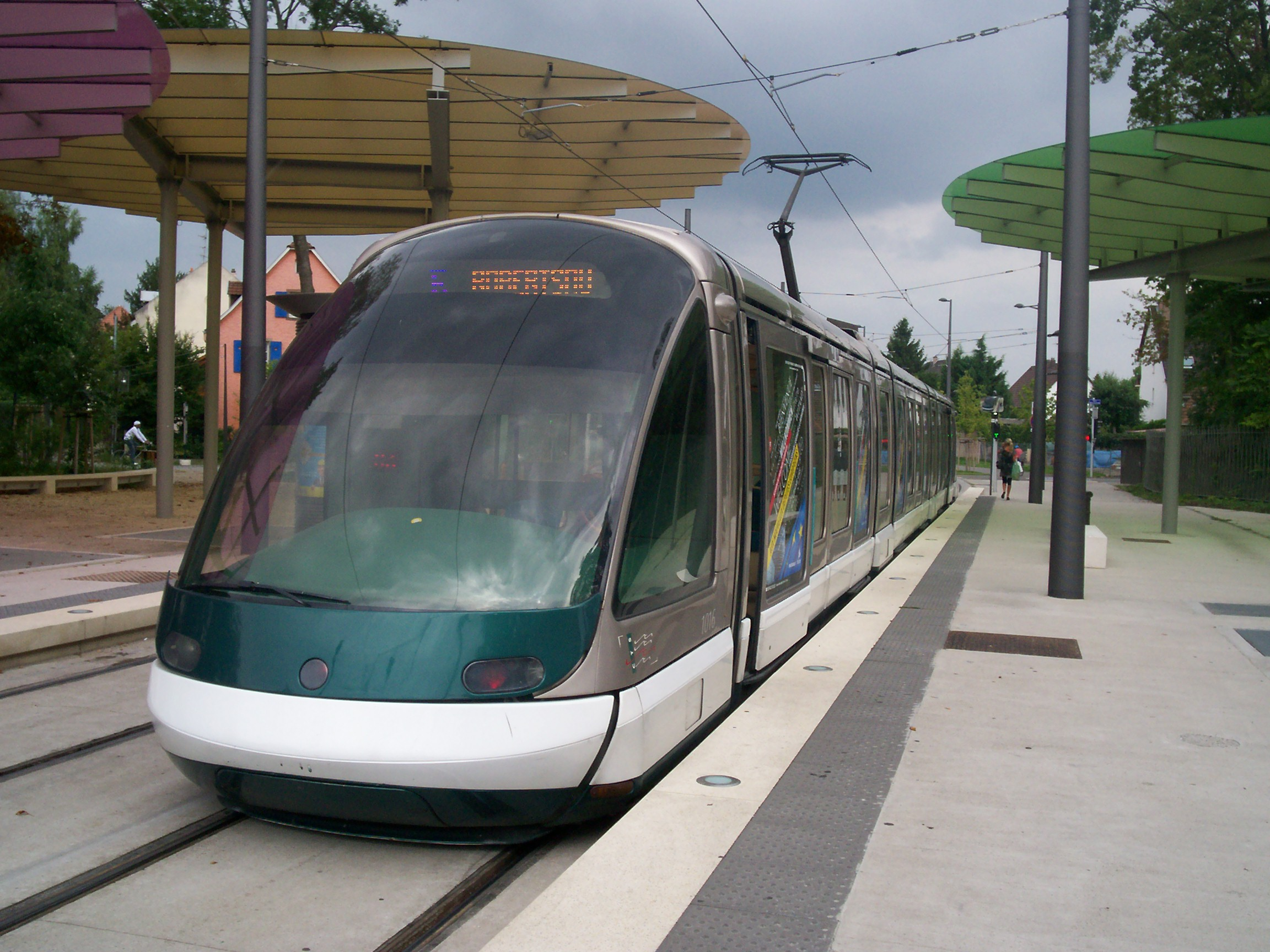
Tramway de Strasbourg

Seit November 2007 erreicht die Linie E der Straßburger Straßenbahn den äußersten Süden von La Robertsau. Hier befinden sich die Haltestellen Droits de l'Homme (Menschenrechte) und Robertsau Boecklin. Ein Park and Ride-Platz ist eingerichtet. Die Straßenbahnlinie wird um 1,4 Kilometer verlängert werden. 2019 oder spätestens 2020 sollten drei Haltestellen hinzukommen.
La Robertsau wird von den Buslinien 6, 15, 15a, 30, 70 und 72 angefahren.

## Kulturdenkmäler
- Schloss: Château de Pourtalès, das vom gleichnamigen Park umgeben ist

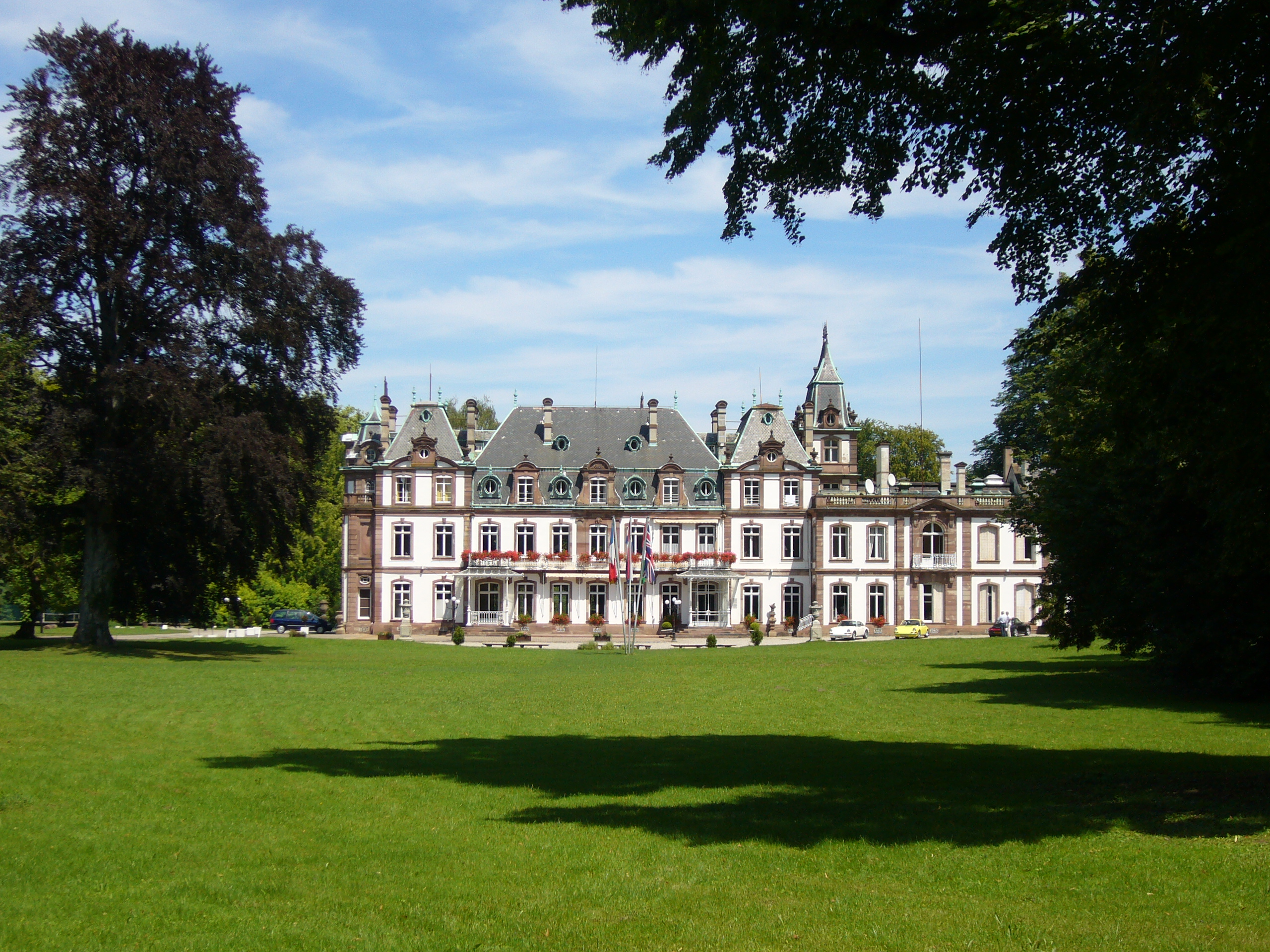
Schloss von Pourtalès

- Bauernhof: Ferme Bussierre, heute beherbergt die Ferme Bussierre das Natur- und Umweltschutzzentrum Straßburgs (Centre d'Initiation à la Nature et à l'Environnement) CINE[22]
- Fachwerkhäuser (viele davon wurden zu Gaststätten und Restaurants umgebaut)

Restaurants in La Robertsau
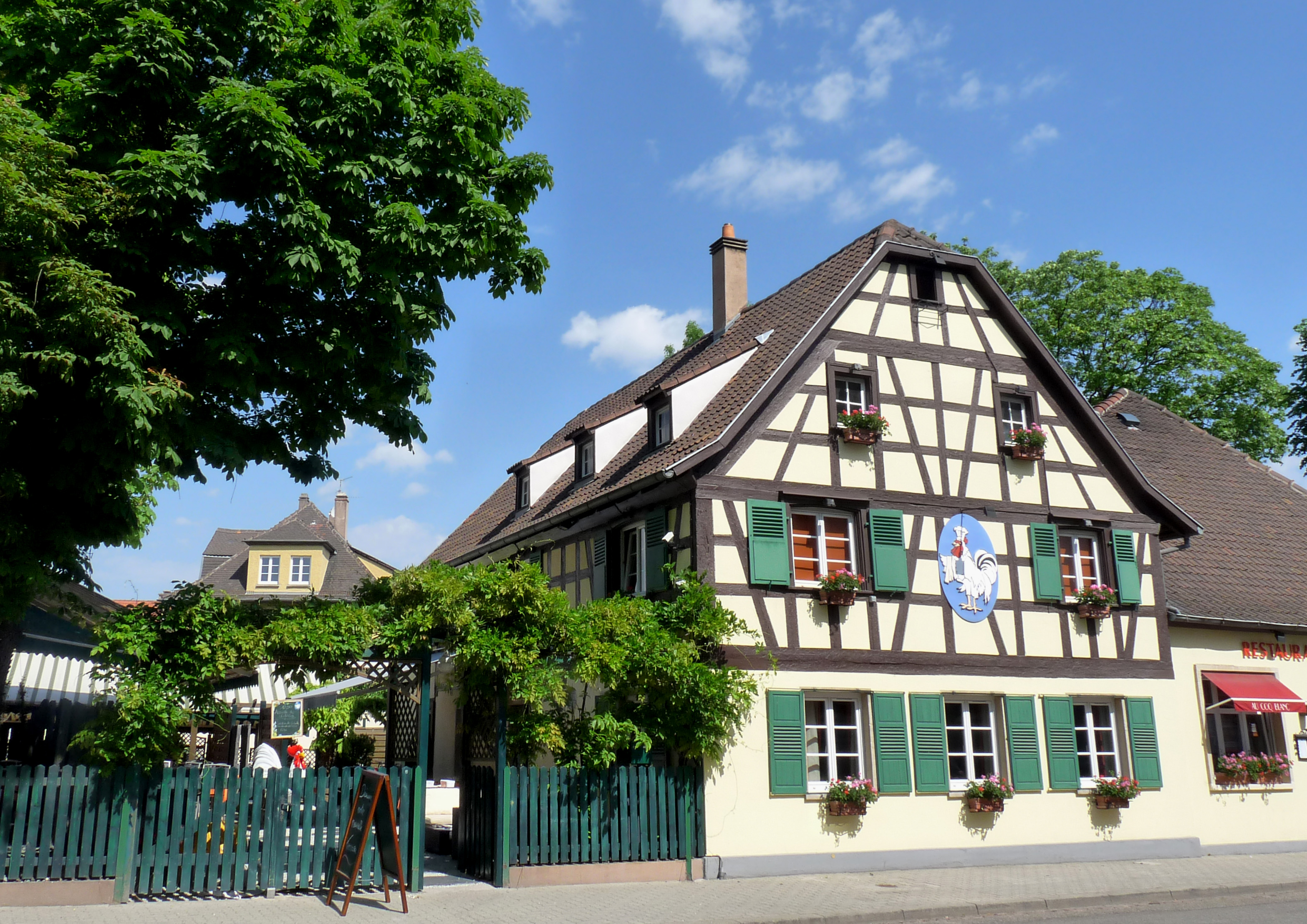
Au Coq Blanc (Zum weißen Hahn)
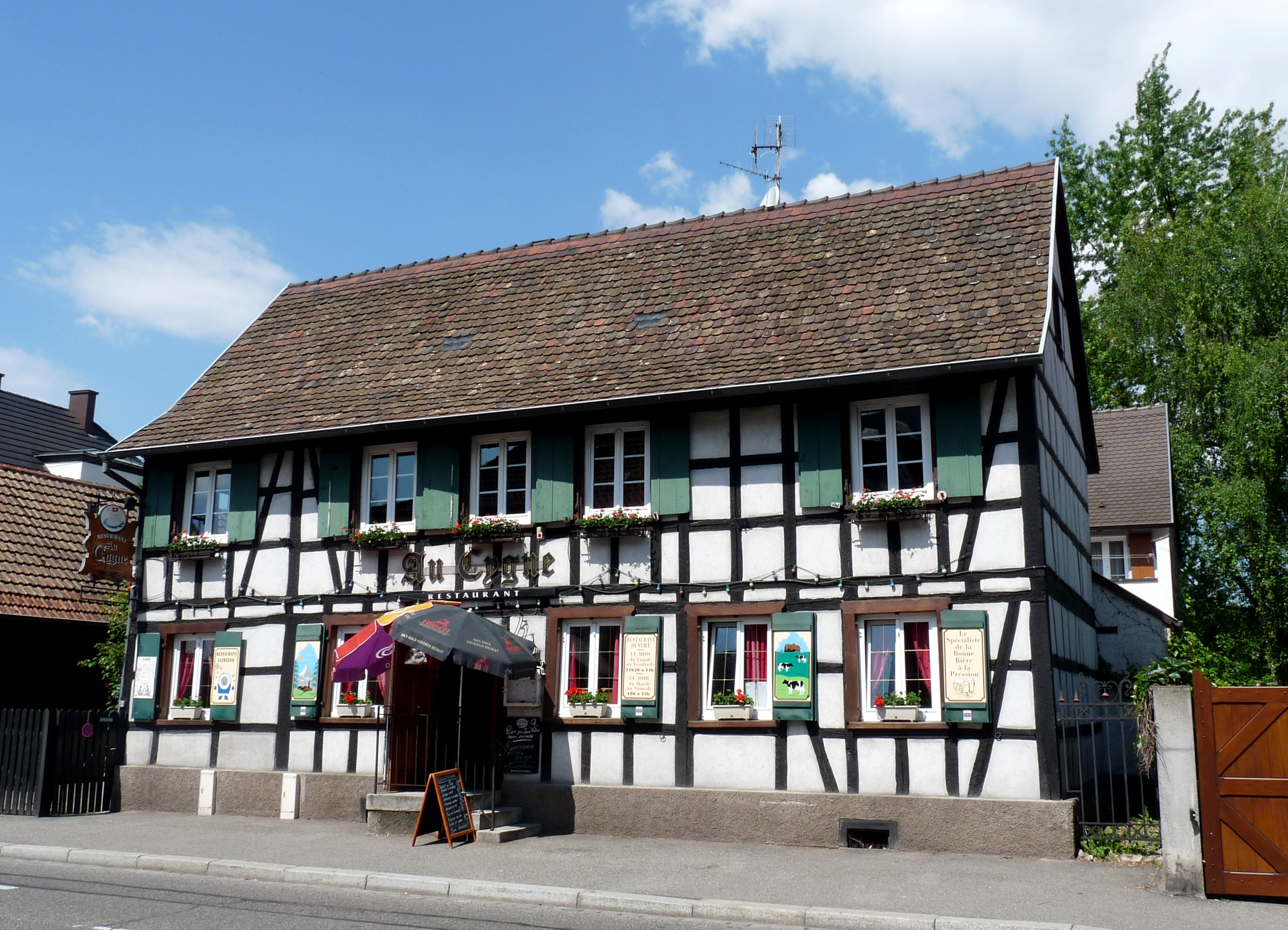
Au Cygne (Zum Schwan)
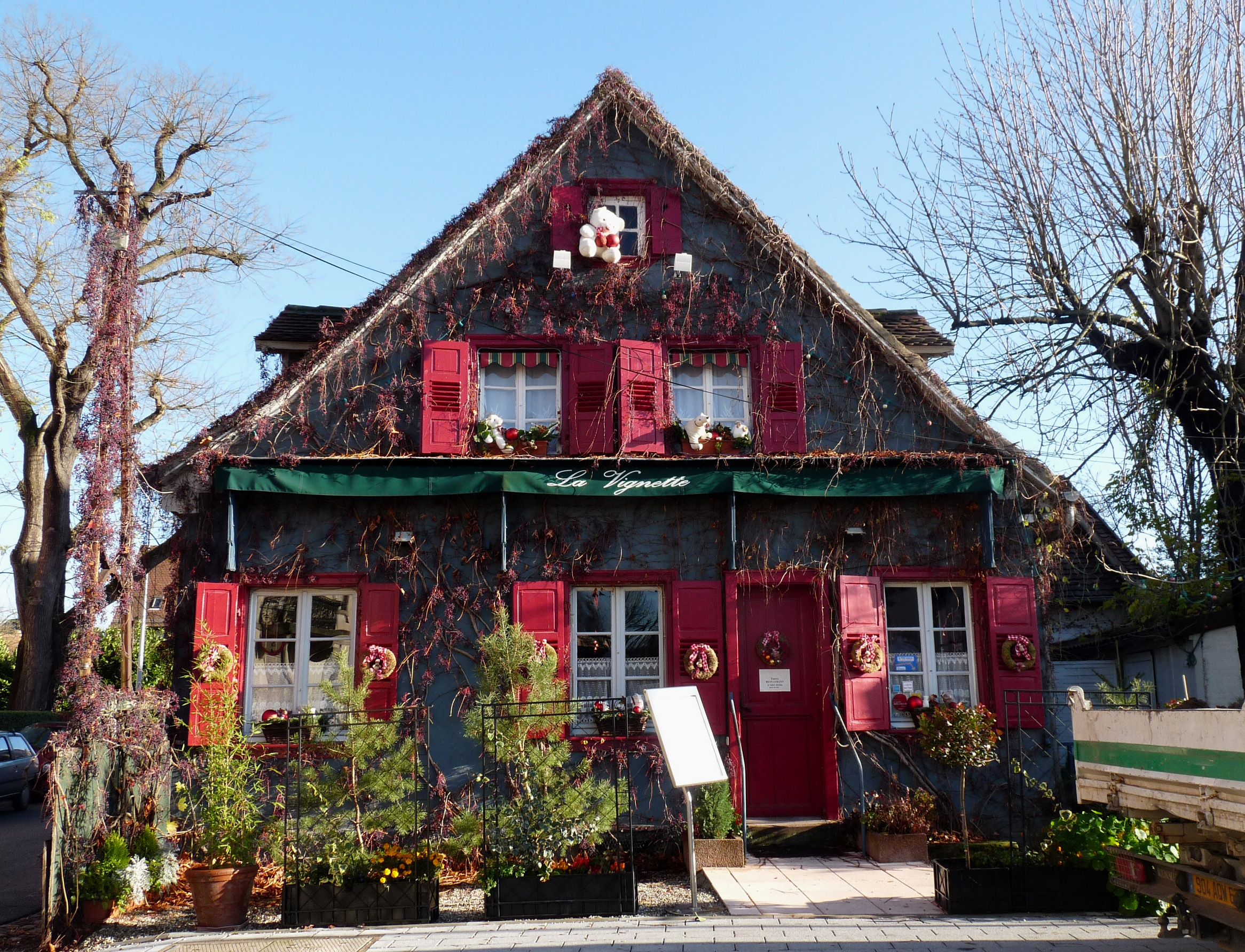
La Vignette
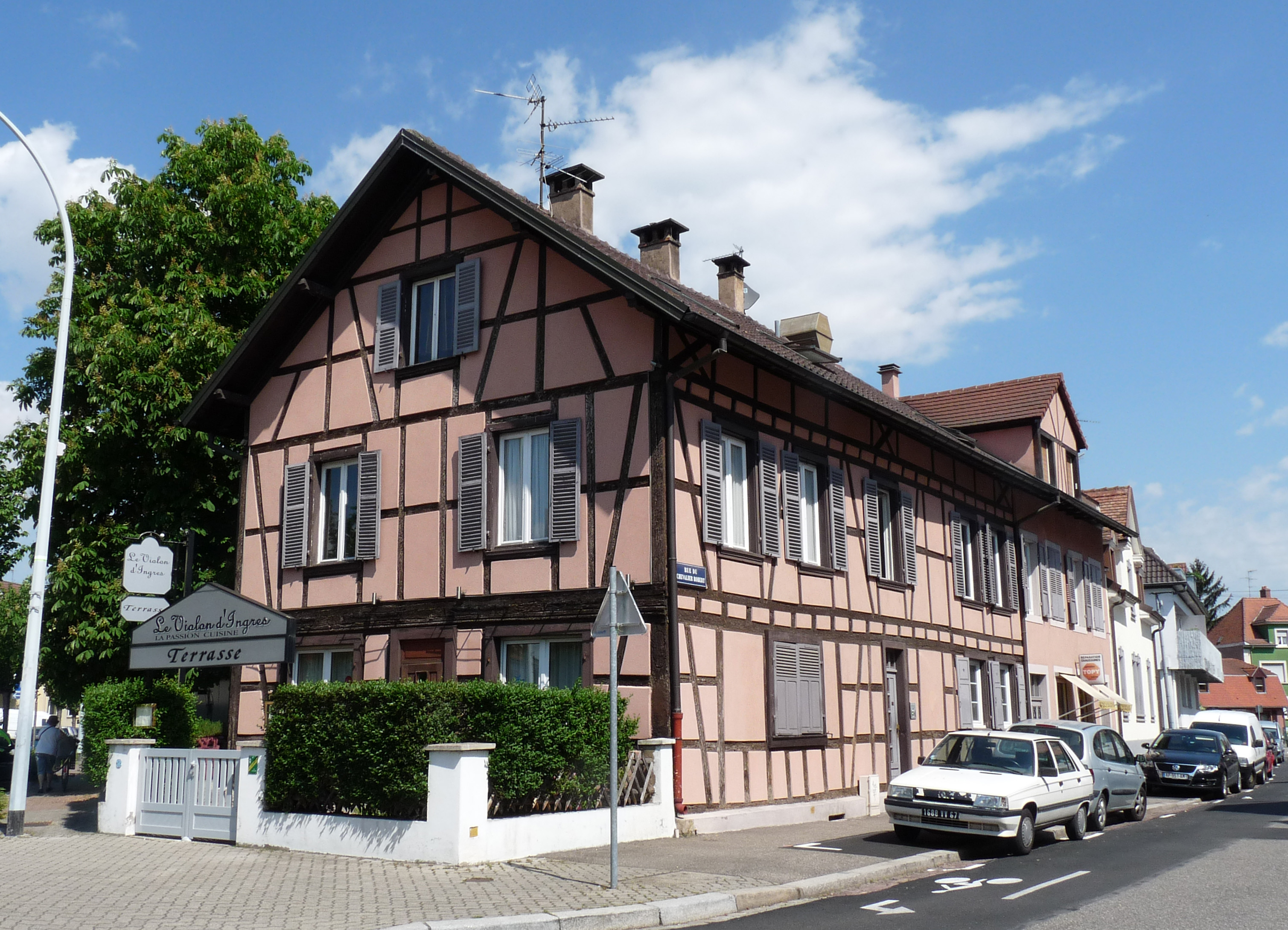
Le Violon d'Ingres (Geige von Ingres, eigentlich Hobby)

### Kirchen und Tempel
1864 wurde die evangelische Kirche gebaut.

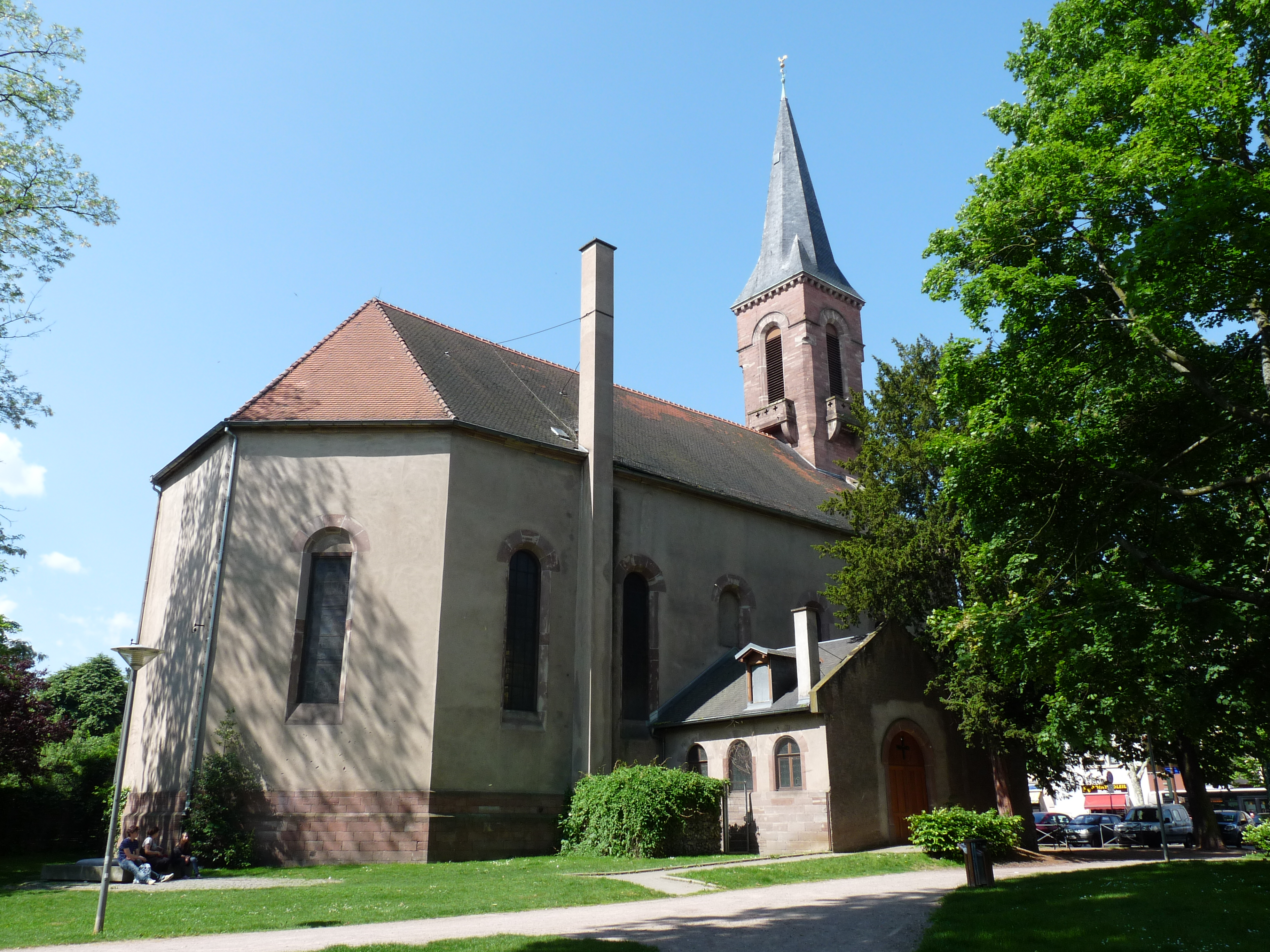
Evangelische Kirche
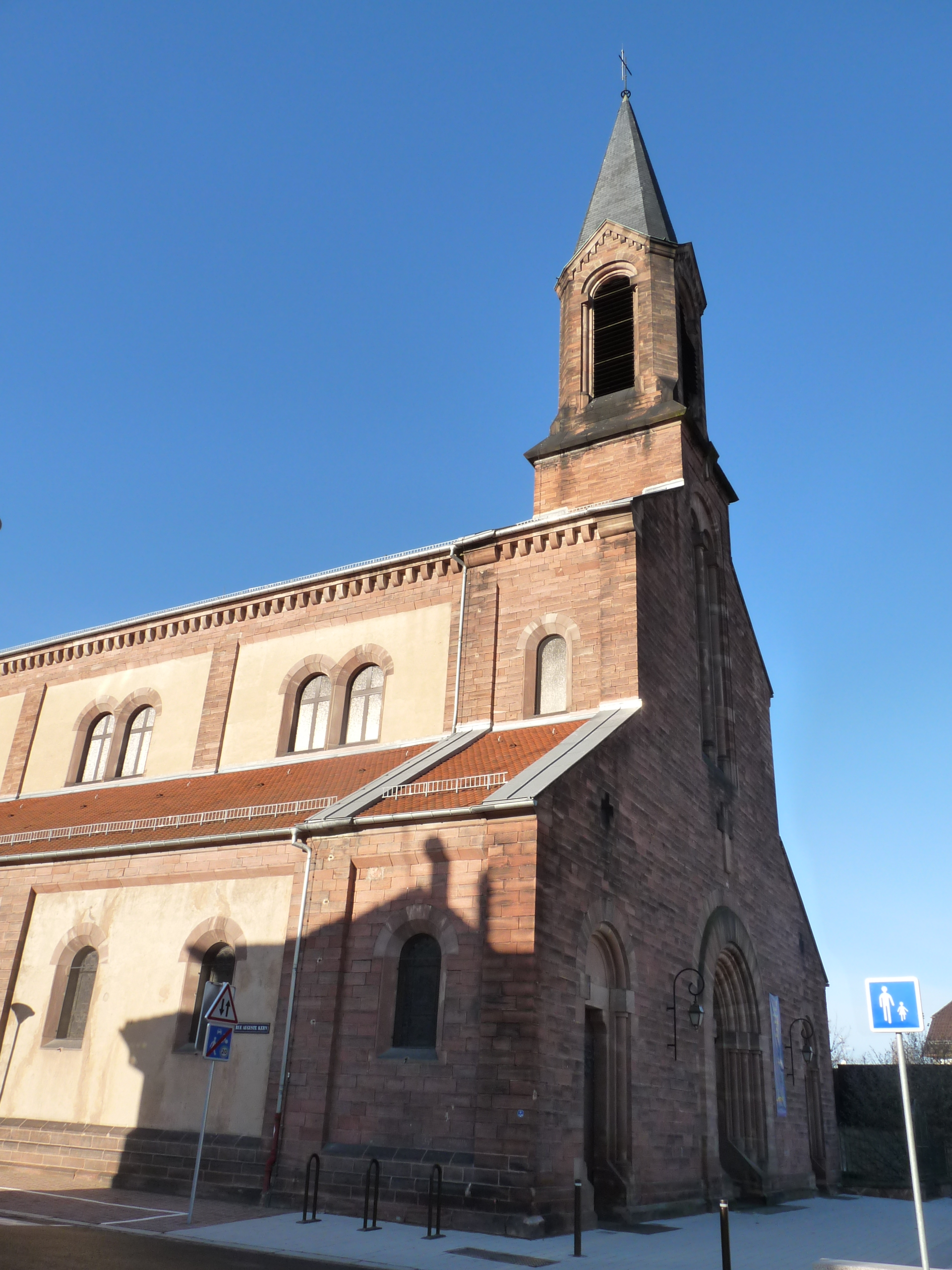
Katholische Kirche Saint-Louis

Der buddhistische Tempel Phô Hiên befindet sich in der Wanzenauer Straße 311 (311, route de la Wantzenau) am nördlichen Ortsende. Am 20. Januar 2015 wurde der Grundstein für seinen Bau gelegt.

### Friedhöfe
In La Robertsau befindet sich mit einem Hektar Fläche der kleinste Friedhof Straßburgs, der Cimetière Saint-Louis, und der größte, der Cimetière Nord.

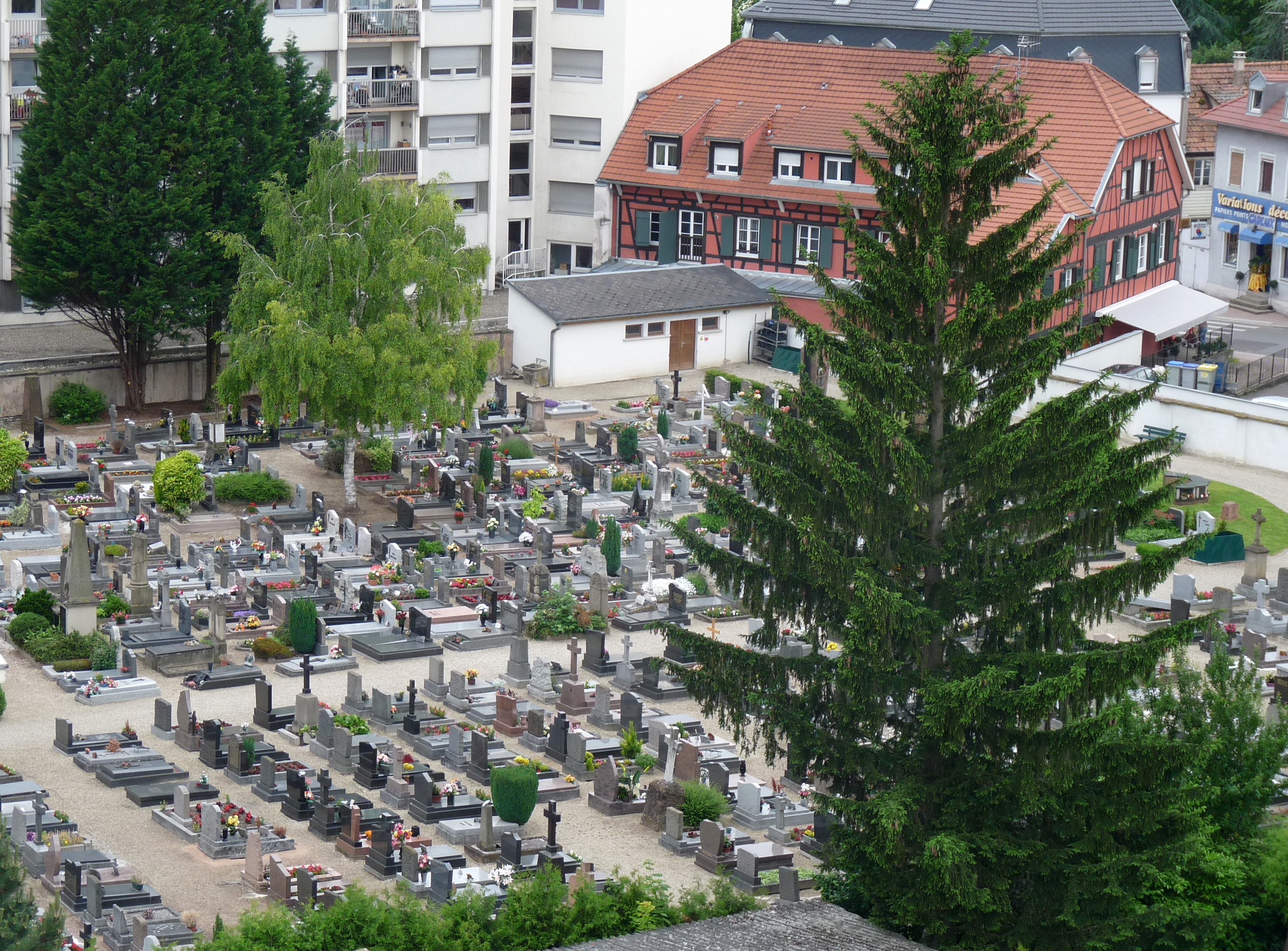
Cimetière Saint-Louis
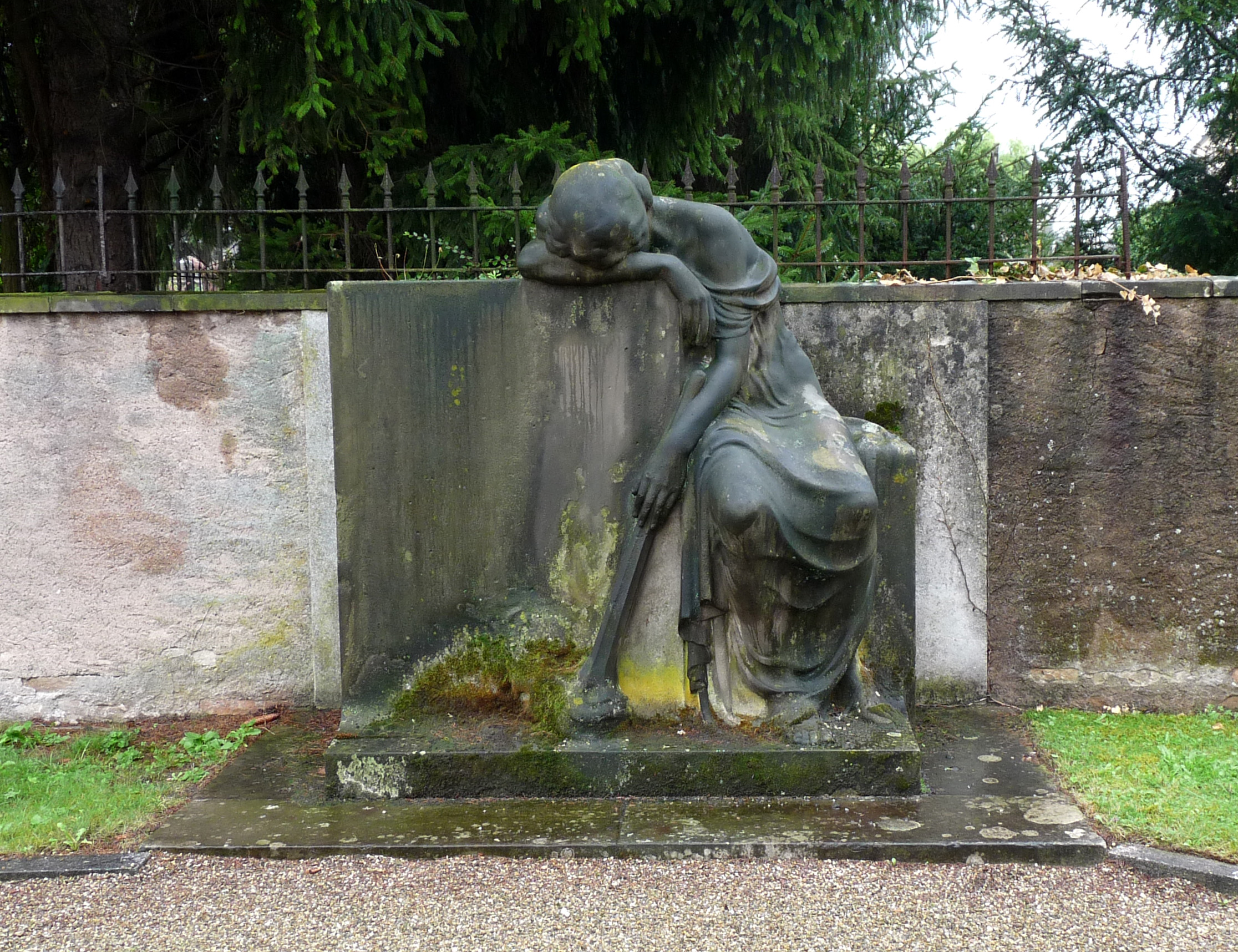
Grabskulptur als Rudiment einer Grabanlage auf dem Cimetière Saint-Louis
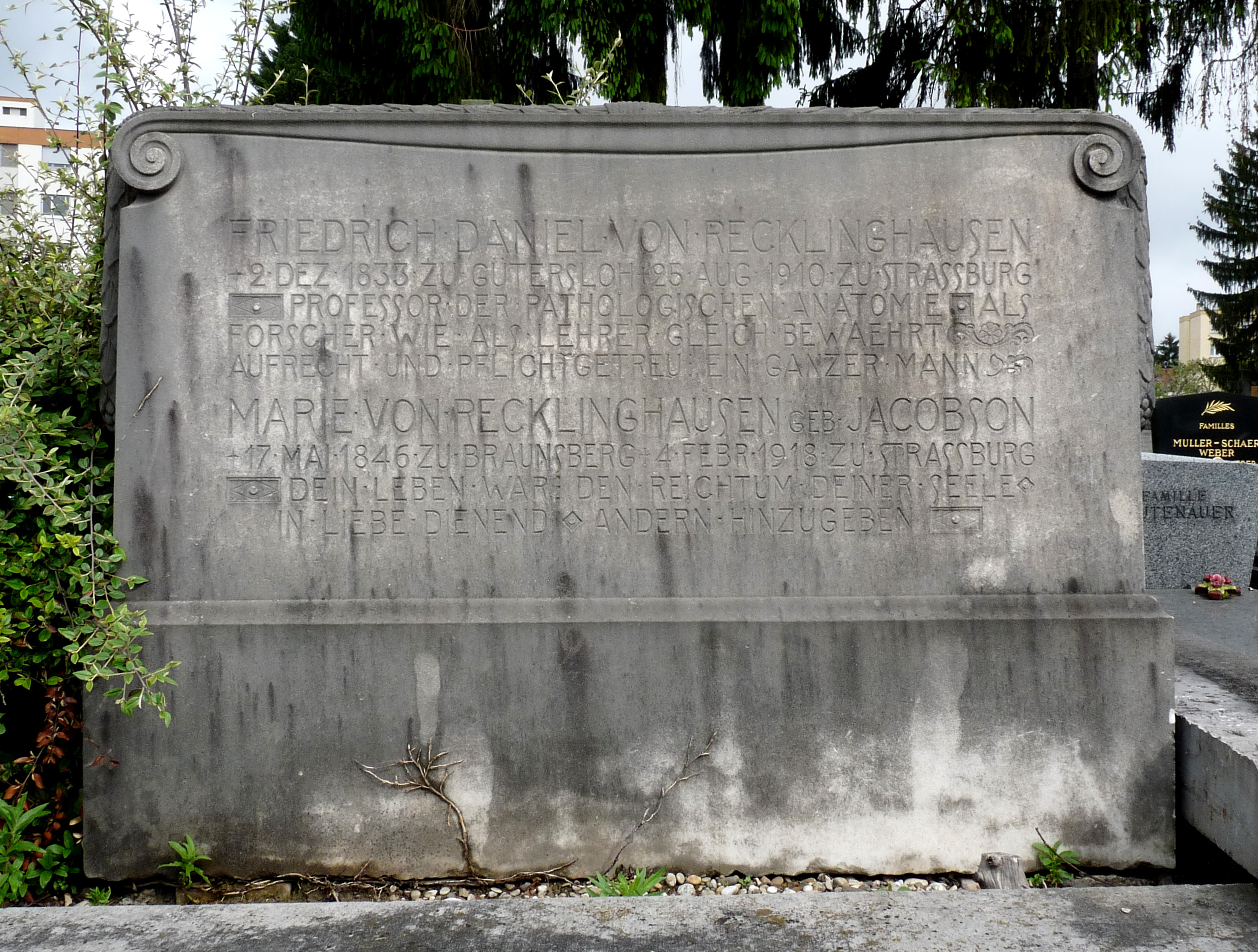
Grab von Friedrich Daniel von Recklinghausen und seiner Ehefrau Marie, geb. Jacobson, auf dem Cimetière Saint-Louis
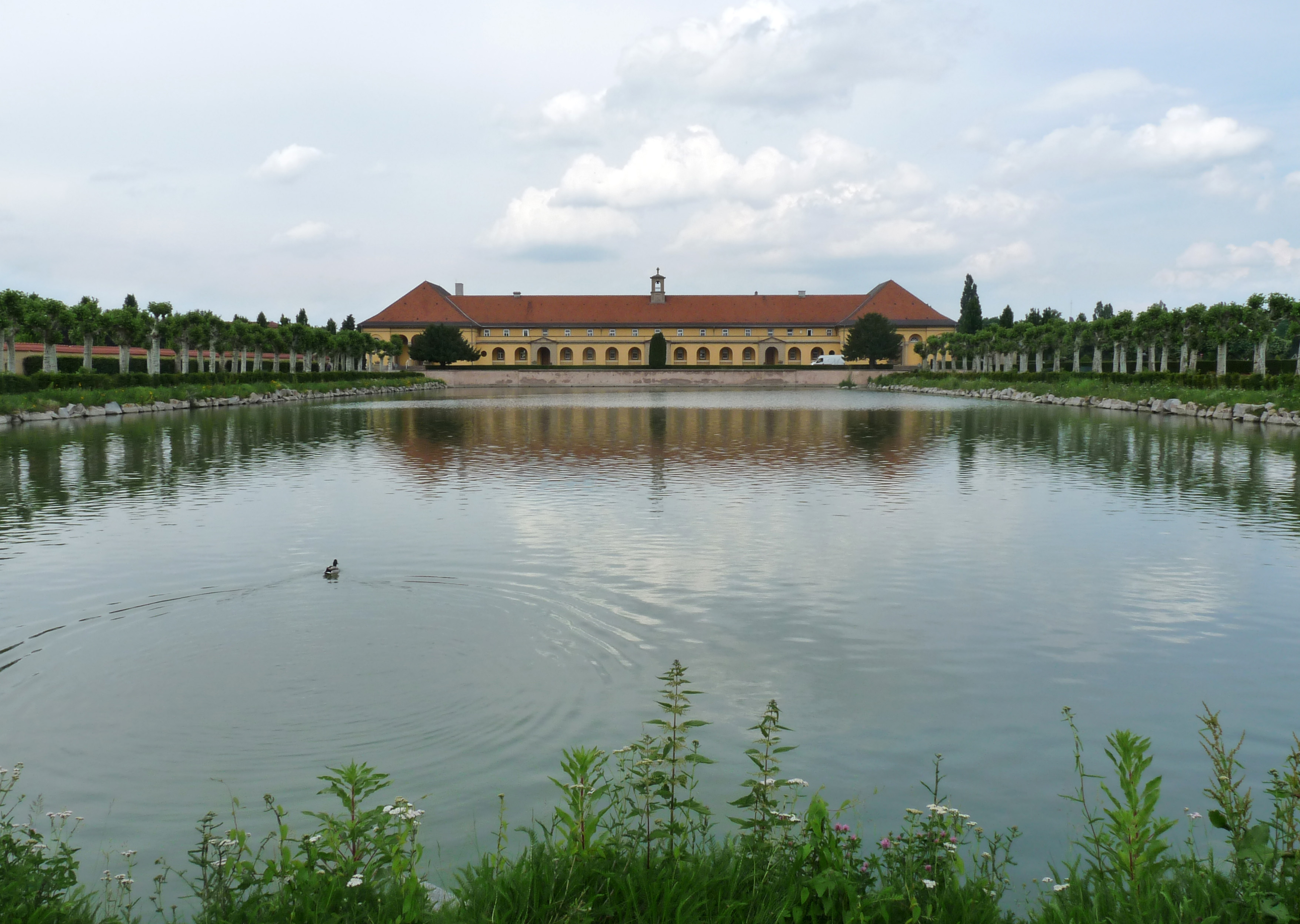
Cimetière Nord: Trauerhalle

### Europäisches Viertel
Viele Gebäude der europäischen Institutionen befinden sich im Süden von La Robertsau:
- Europäischer Gerichtshof für Menschenrechte
- Europäisches Direktorat für die Qualität von Arzneimitteln
- Agora des Europarats (Verwaltung)
- Internationales Institut der Menschenrechte (IIDH)

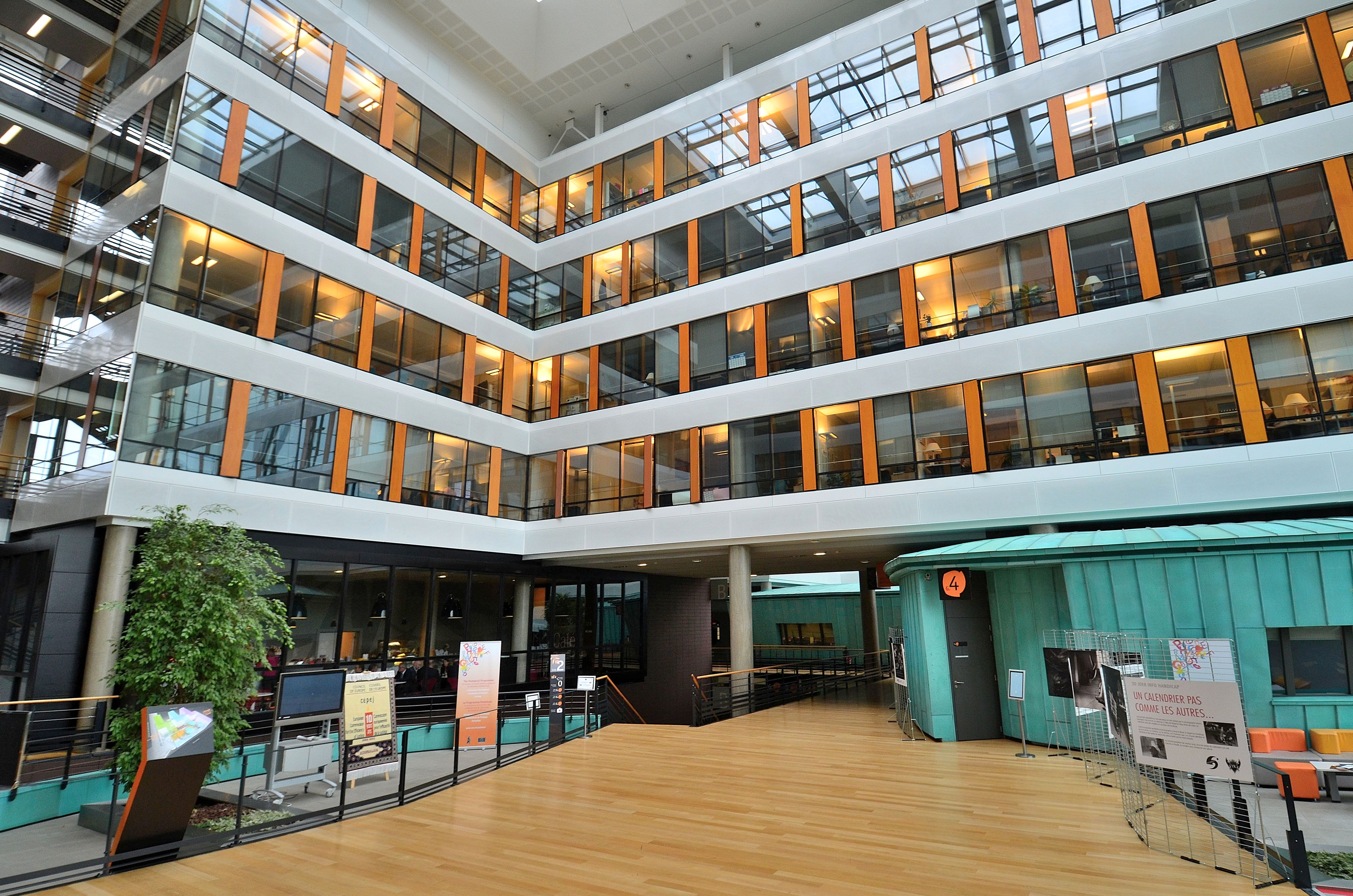
Innerhalb des Agora.
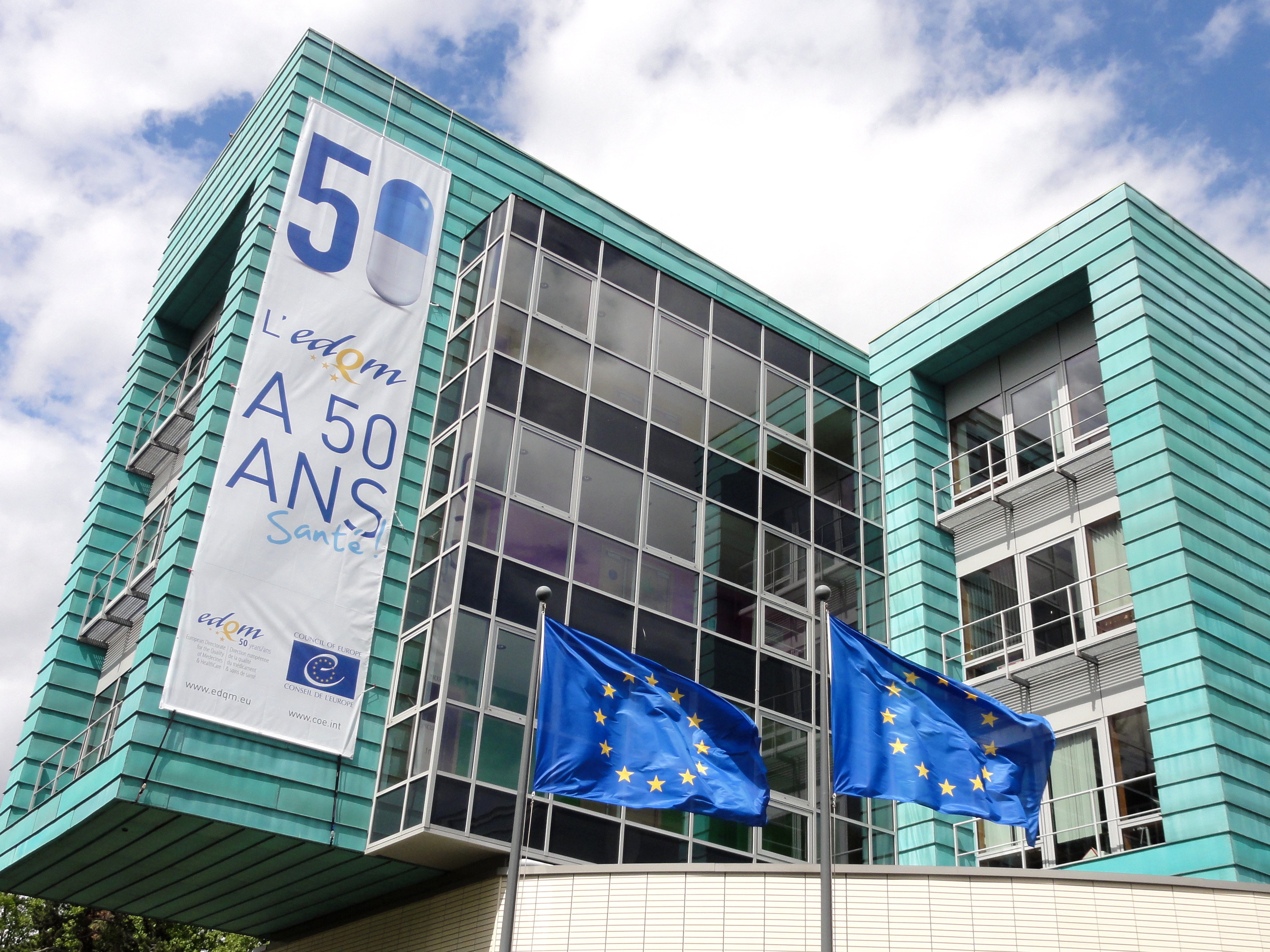
Europäisches Direktorat für die Qualität von Arzneimitteln.

### Grünanlagen und Wälder
- Kleiner Orangeriepark (Parc de la Petite-Orangerie)
- Pourtalès-Park
- Ruprechtsauer Wald, der an den Wanzenauer Wald grenzt

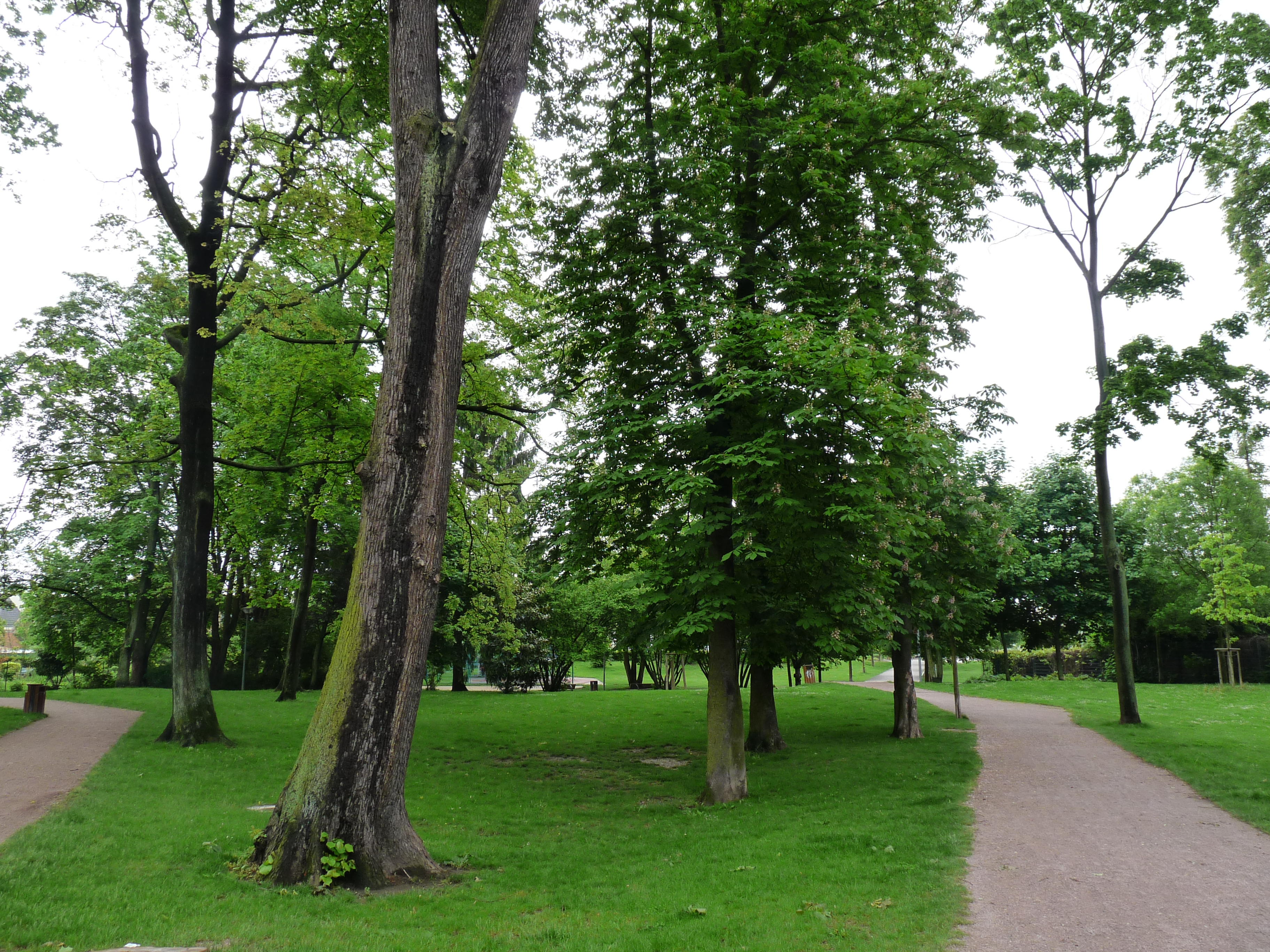
Kleiner Orangeriepark
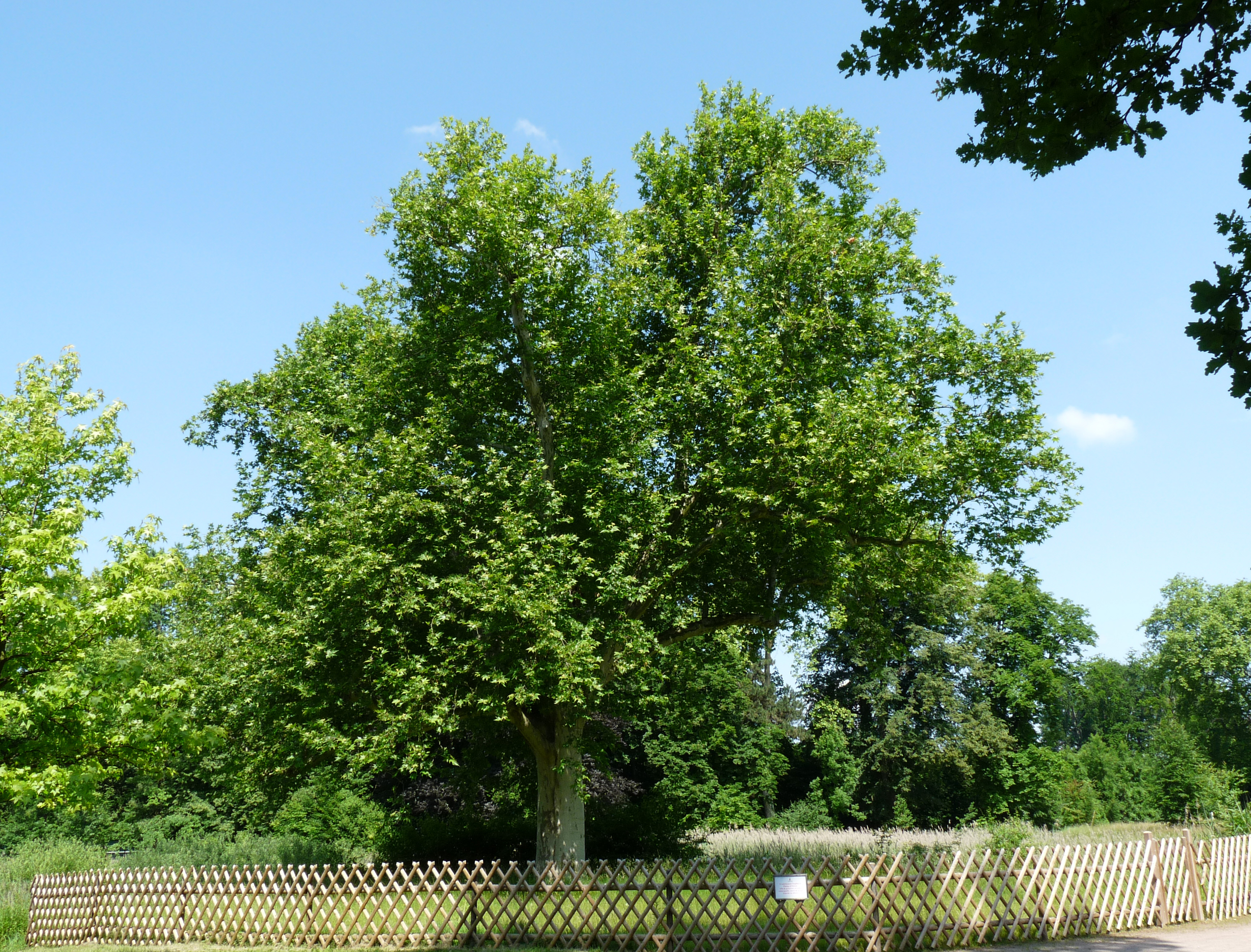
Pourtalès-Park
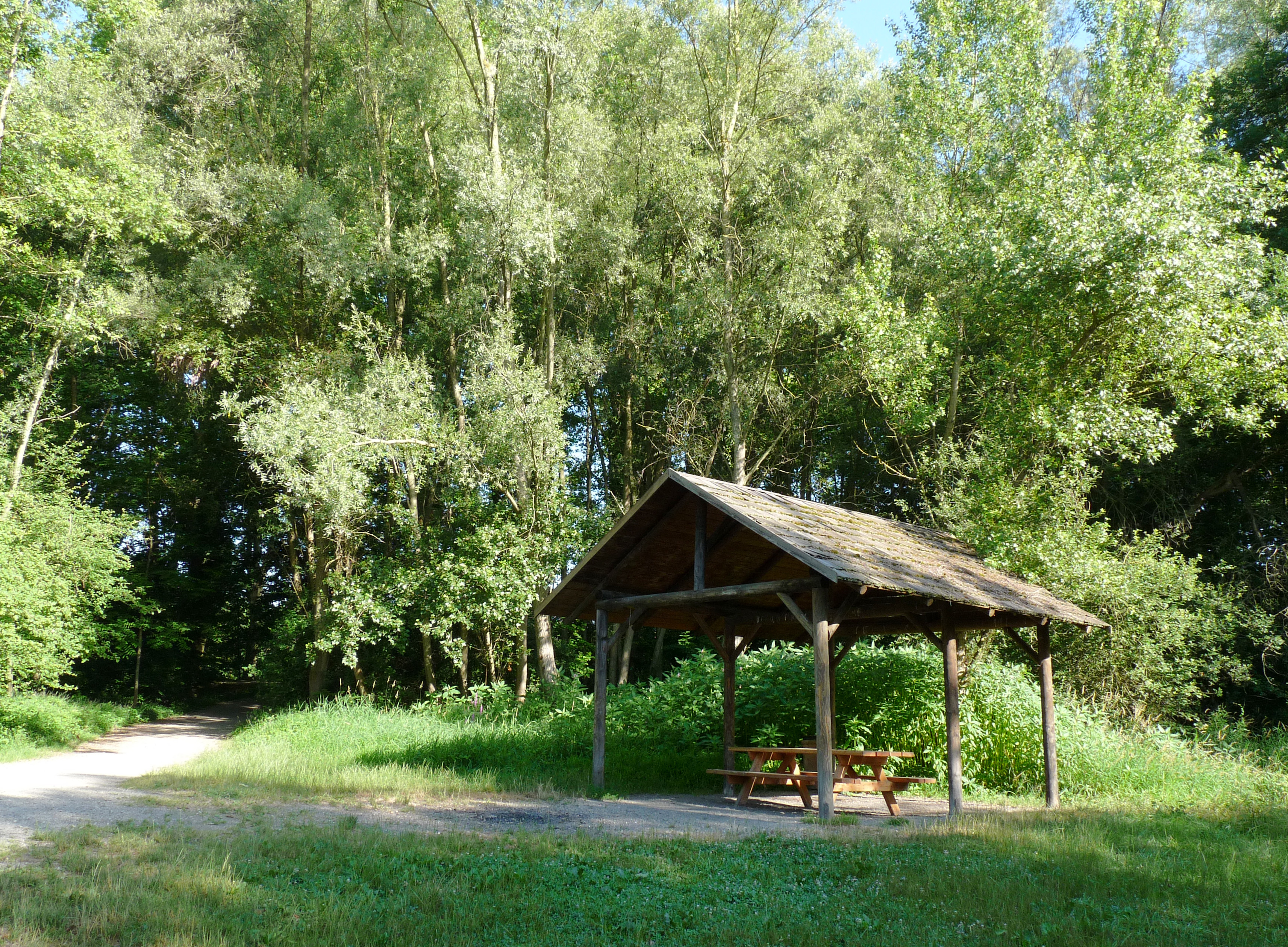
Ruprechtsauer Wald

## Gebäude

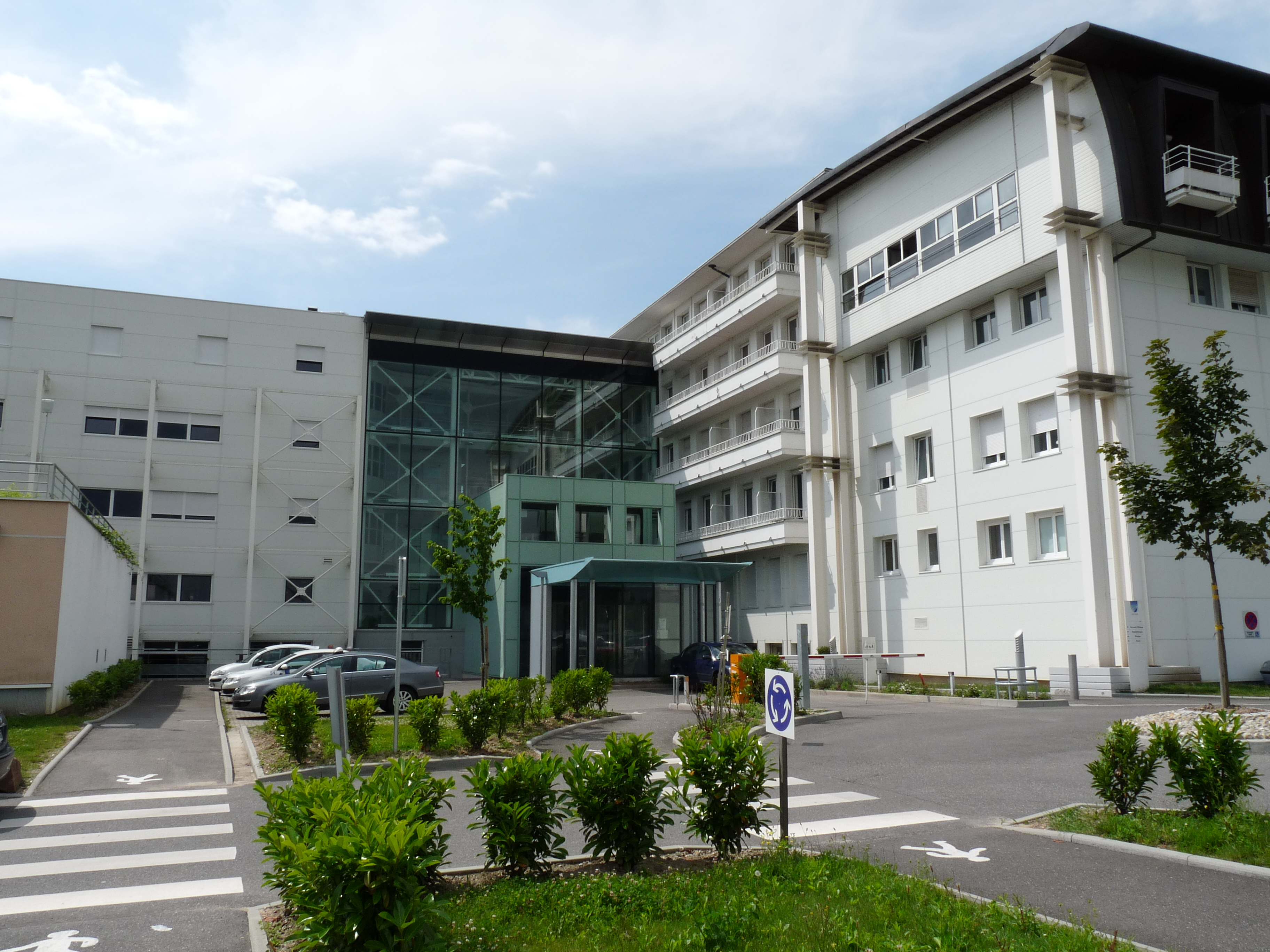
Klinik Sainte-Anne

- Klinik Sainte-Anne[27]
- Papierfabrik[28]

## Trivia
Soweit Französisch ihre Muttersprache ist, werden die Einwohner mitunter auch als Robertsauviens und die Einwohnerinnen als Robertsauviennes bezeichnet.